# Dieter Ordelheide
Dieter Ordelheide (* 8. Oktober 1939; † 29. Mai 2000 in Bad Homburg vor der Höhe) war ein deutscher Ökonom und Ordinarius des Lehrstuhls für internationales Rechnungswesen und Kontrolle an der Johann Wolfgang Goethe-Universität, Frankfurt am Main. Er war ein Vorreiter des internationalen Rechnungswesens.

## Leben
Dieter Ordelheide wurde nach seiner Habilitation 1978 Professor für internationales Rechnungswesen und Kontrolle an der Johann Wolfgang Goethe-Universität, Frankfurt am Main.
Ordelheide hat sich in Lehre und Forschung mit der Problematik der internationalen Unterschiede der Rechnungslegungssysteme befasst und war hier als internationaler Experte gefragt. In seinen Arbeiten hat er die Perspektiven einer Zeitwertbilanzierung vor dem Hintergrund der Internationalisierung des Rechnungswesens beschäftigt, dies beispielsweise im Bezug der Bewertung von Wertpapieren nach US-GAAP und der Darstellung der engen Verbindung dieser Werte zu den Formeln der Unternehmensbewertung auf Basis der Discounted Cash Flow-Verfahren nach Alfred Rappaport, um Zeitbewertung aus der Sicht des Shareholder Value verständlich zu machen. Mit den ökonomischen Kollegen Walther Busse von Colbe, Günther Gebhardt und Bernhard Pellens brachte Dieter Ordelheide das Standardwerk Konzernabschlüsse: Rechnungslegung nach betriebswirtschaftlichen Grundsätzen sowie nach Vorschriften des HGB und der IAS/IFRS auf den Markt.
1999 wurde Ordelheide zum Ehrendoktor der WHU – Otto Beisheim School of Management (ehemals: Wissenschaftliche Hochschule für Unternehmensführung) ernannt. Seit 1987 war Ordelheide als Dozent für externes Rechnungswesen an der WHU tätig.
Ordelheide gehörte auch dem neu geschaffenen Standardisierungsrat für das Rechnungswesen (DSR) an. Er war unter anderem Vorstandsmitglied der Schmalenbachgesellschaft und Fakultätsmitglied am European Institute for Advanced Studies in Management in Brüssel.
Ordelheide starb nach kurzer schwerer Krankheit an einem Krebsleiden. Er hinterlässt Frau und 3 Kinder.

## Schriften
- Dieter Ordelheide: Betriebswirtschaftslehre und ökonomische Theorie. Poeschel, Stuttgart 1991, ISBN 3-7910-0551-0.
- Dieter Ordelheide, Dieter Pfaff: Germany. Routledge, London/New York 1994, ISBN 0-415-06775-8.
- Dieter Ordelheide und KPMG: Transnational Accounting. 2. Auflage. 2001, ISBN 1-56159-246-3.
- Walther Busse von Colbe, Dieter Ordelheide, Günther Gebhardt, Bernhard Pellens: Konzernabschlüsse: Rechnungslegung nach betriebswirtschaftlichen Grundsätzen sowie nach Vorschriften des HGB und der IAS/IFRS. 7. Auflage. Gabler, 2003, ISBN 3-409-76741-X.